# Telgárt penzión
Telgárt penzión – przystanek kolejowy znajdujący się we wsi Telgárt w kraju bańskobystrzyckim na linii kolejowej 173 na Słowacji.